# Reshe jezik
Reshe jezik (ISO 639-3: res; bareshe, gunga, gunganchi, gungawa, tsureja, tsureshe, yaurawa), jedini i istoimeni jezik podskupine Reshe, šire zapadnokainjske skupine, kongoanska porodica.
Govori ga 44 000 ljudi (1993 SIL) u nigerijskim državama Kebbi i Niger. Etnička grupa zove se Bareshe, a jezik reshe ili tureshe

## Vanjske poveznice
- Ethnologue (14th)
- Ethnologue (15th)

Ethnologue (16th)